# Michele Gazzara
Michele Gazzara (Siracusa, 27 settembre 1990) è un ex ciclista su strada italiano, professionista dal 2015 al 2018. In carriera ha vinto il Tour of Albania 2018 e due edizioni del Giro del Medio Brenta.

## Palmarès
- 2010 (UC Trevigiani)

1ª tappa Giro della Valle d'Aosta (Quart > Quart)
- 2011 (UC Trevigiani)

Trofeo Città di San Vendemiano
- 2014 (U.S. F. Coppi Gazzera)

Trofeo Alcide De Gasperi
Coppa della Montagna
Coppa Guinigi
- 2015 (MG.Kvis Vega, tre vittorie)

Giro del Medio Brenta
Trofeo Internazionale Bastianelli
Trofeo Sportivi di Briga Novarese
- 2016 (MG.Kvis Vega, una vittoria)

Coppa San Geo
- 2017 (Sangemini, una vittoria)

Giro del Medio Brenta
- 2018 (Sangemini, due vittorie)

1ª tappa Tour of Albania (Tirana > Coriza)
Classifica generale Tour of Albania

## Piazzamenti

### Competizioni mondiali
- Campionati del mondo

Bergen 2017 - Cronosquadre: 14º
Innsbruck 2018 - Cronosquadre: 19º